# واش-یازی
واش-یازی (به لاتین: Vash-Yazy) یک منطقهٔ مسکونی در روسیه است که در باشقیرستان واقع شده‌است.